# Interrupce v Turecku
Interrupce v Turecku je legální do desátého týdne po početí. Lhůtu lze prodloužit, pokud dojde k ohrožení života ženy nebo života plodu. Během prvních deseti týdnů je potrat povolen z následujících důvodů: těhotenství ohrožuje duševní a/nebo tělesné zdraví ženy, plod by byl fyzicky nebo mentálně postižen, pokud k početí došlo znásilněním nebo incestem a z ekonomických nebo sociálních důvodů. Je vyžadován souhlas ženy. Pokud je žena mladší 18 let, pak je nutný souhlas rodičů. Pokud je žena vdaná, je také požadován souhlas manžela. Svobodné ženy starší 18 let se pro potrat mohou rozhodnout samy.
Od legalizace v roce 1983 se, navzdory problémům, porozumění potratům a vzdělání o nich zlepšilo a samotný proces se stal bezpečnějším. Legalizace následovala po období vysoké úmrtí těhotných žen, které kvůli nedostatečnému přístupu k legálnímu a profesionálnímu postupu, vyhledávaly nebezpečné potraty. 

## Historie
V roce 1983 byla v Turecku legalizována interrupce (byla schválena v roce 1982 během vojenské vlády). V minulosti k potratům docházelo tajně a obvykle se prováděly škodlivým a nebezpečným způsobem. Nakonec se v roce 1983 Turecko rozhodlo legalizovat potraty, stejně jako v Tunisku, během prvního trimestru bez ohledu na to, jakým okolnostem matka čelí. Ze všech zemí Blízkého východu jsou Turecko a Tunisko jedinými dvěma zeměmi, které umožňují potraty během prvního trimestru za jakýchkoli okolností. Zbytek Blízkého východu umožňuje potraty pouze tehdy, pokud to ovlivní zdraví ženy. Protože potraty byly prováděny tajně, byly prováděny škodlivými způsoby. V této době to byl jeden z hlavních důvodů úmrtí žen. Statistiky ukazují, že 50 % žen umřelo v důsledku potratu prováděného škodlivými metodami. V roce 1974 docházelo k „208 úmrtím matek na každých 100 000 porodů“.

## Protest
V roce 2012 vyrazily tisíce lidí na protest proti plánu proti potratům, který měl tehdejší premiér Recep Tayyip Erdoğan na mysli. Celkem asi 3 000–4 000 demonstrantů vyšlo do ulic, aby vyjádřili své názory a vystoupili proti Erdoğanovu rozhodnutí. Jeho rozhodnutí mnohé rozhněvalo poté, co přednesl dva projevy proti potratům a proti porodu císařským řezem. Protest zahrnoval ženy všech věkových kategorií, které držely transparenty s frázemi jako „Moje tělo, moje volba“ a „Jsem žena, ne matka, nedotýkej se mého těla“.

## Problémy s veřejnými nemocnicemi
Díky legalizaci potratů je procento úmrtí matek způsobených nebezpečnými potraty pouze 2 % oproti 50 % v 50. letech 20. století. V roce 2013 byl počet úmrtí matek snížen na „20 úmrtí matek na každých 100 000 porodů“ oproti 208 v roce 1974. Ačkoli jsou potraty jsou legální, je obtížné je podstoupit ve veřejných nemocnicích, pokud pro něj žena nemá vážný důvod. Ukázalo se, že „pouze tři ze třiceti sedmi veřejných nemocnic v zemi“ umožňují potrat, aniž by pro něj žena musela mít vážný důvod. Existují také některé, které neposkytují potrat, pokud žena není vdaná nebo je těhotná déle než šest týdnů, ačkoli zákon umožňuje potraty bez ohledu na okolnosti až do desátého týdne těhotenství.